# مادس كريستيانسن
مادس كريستيانسن (بالدنماركية: Mads Christiansen) مواليد 3 مايو 1986، هو لاعب كرة يد دانمركي يلعب كظهير أيمن. يلعب حاليا مع نادي ماغديبورغ لكرة اليد ويحمل الرقم 20. مثل منتخب الدنمارك لكرة اليد. شارك في دورة الألعاب الأولمبية الصيفية سنة 2016.

## المسيرة الاحترافية
لعب مع نادي جوج لكرة اليد في الدوري الدنماركي من سنة 2004 إلى 2006، ثم انضم إلى نادي آلبورغ لكرة اليد من سنة 2008 إلى 2011، ثم انضم إلى نادي ماغديبورغ لكرة اليد في الدوري الألماني في سنة 2016.

## سجل المنافسة
شارك في البطولات التالية:
- بطولة العالم لكرة اليد للرجال 2015
- بطولة أوروبا لكرة اليد للرجال 2012
- بطولة أوروبا لكرة اليد للرجال 2014
- بطولة أوروبا لكرة اليد للرجال 2016
- الألعاب الأولمبية الصيفية 2016

## الإنجازات
- الدوري الدنماركي لكرة اليد:
  -  ذهبية: 2015

## روابط خارجية
- مادس كريستيانسن على موقع الاتحاد الأوروبي لكرة اليد (الإنجليزية)
- مادس كريستيانسن على موقع أوليمبيديا (الإنجليزية)